# Domani (Filippo Malatesta)
Domani è un singolo di Filippo Malatesta pubblicato nel 1997.

## Tracce
1. Domani – 4:03
2. Biagio – 3:51